# Піраміда (видавництво)
Літературна аґенція «Піраміда» — багатопрофільне видавництво, переможець номінації «Найкраща видавнича фірма Галичини» — Галицький лицар-2002" — було засноване Василем Гутковським у 1995 році на Львівщині. Сьогодні «Піраміда» має обличчя провідного європейського видавництва, про що свідчить потужна поліграфічна база, понад сотня найменувань книг щороку та націєтворчі пріоритети в діяльності.

### Знакові книги видавництва
- 2012: «Вікна застиглого часу», «Синє яблуко для Ілонки», «Кілер», «У горах всі рівні»;
- 2011: «Щоденник страченої», «Ґолем», «Армагедон уже відбувся», «Дерево бодхі», «Хресна проща», «Veritas», «Місто страшної ночі», «Історичні причини наших поразок і перемог», «Відчинення вертепу», «Писар Західних Воріт Притулку», «Дух старовини», «Великі королівські лови», «Кулінарні фіглі», «Щоденний жезл»;
- 2010: «Мазепа», «Львівська сага», «Легенди Львова. Книга перша», «Потонулі в снігах», «Груші в тісті», «Від Джойса до Чубая», «Сльози речей», «Дрозофіла над томом Канта», «Перевтілення», «Капелюх Сікорського», «Друже Лі Бо, брате Ду Фу», «Вибране», «Вирвані сторінки з автобіографії»;
- 2009: «Моя остання територія. Вибрані твори: Поезія, проза, есеїстика», «Чотири пори життя», «Голова Мінотавра», «Люлька з червоного дерева», «Досвід коронації. Вибрані твори: Роман, повість, оповідання, есеї», «Дзеркало Єдинорога», «Книга екзотичних снів та реальних подій: Новели. 3-тє вид.», «Історія Фінляндії. Лінії, структури, переломні моменти», «Кохання в стилі бароко», «Легенди Львова. Книга друга», «Мій Близький і Далекий Схід», «Казка про Сонце та його сина»;
- 2008: «Венера в хутрі», «Полапка Волта Діснея», «Око пророка», «Її тіло пахло зимовими яблуками», «Газелі бідного Ремзі», «Володар», «Душа ріки», «Гопля і Піпля», «Ієремія Вишневецький: спроба реабілітації»;
- 2007: «Сплячі Красуні», «Нація», «Діви ночі», «Захід сонця в Урожі», «Ги-ги-и», «Львів понад усе», «Мальва Ланда», «Жіночий аркан у саду нетерпіння», «Нічний привид: Українська готична проза XIX ст.», «Сон сподіваної віри», «Бу-Ба-Бу», «Майже ніколи не навпаки», «Uroboros»;
- 2006: «Сон із дзьоба стрижа», «Богемна рапсодія», «Три світи», «Дванадцятка. Наймолодша львівська літературна богема 30-х років ХХ ст.: Антологія урбаністичної прози», «Павутинка», «Викрадений», «Невидимець», «Загублений світ», «Воскресають лиш там, де є могили», «Помри зі мною», «Таємниці львівської горілки», «Джалапіта»;
- 2005: «Легенди Львова», «Лови», «Кораловий жмуток казусів від вельми цікавих людей», «Мишка в хмарах», «Щоденник страченої», «Місце для дракона», «Кнайпи Львова», «Весняні ігри в осінніх садах», «Зачарована сорока», «Голос»;
- 2004: «Солодка Даруся», «Маргаритко, моя квітко», «Кінь Перуна», «Смарагдовий жмуток казусів від вельми цікавих людей», «Шатокуа плюс», «Антологія сербської постмодерної фантастики»;
- 2003: «Містичний вальс», «Рекреації», «Землі роменські», «Введення у Бу-Ба-Бу: (Хронопис кінця тисячоліття)», «Писар східних воріт притулку», «Книга екзотичних снів та реальних подій»;
- 2002: «Високий Замок», «Сто одне щось».

### Серії книг
- Fest-поезія
  - 2011 р. mp3
  - 2011 р. Мисливці на снігу
  - 2011 р. Колись давно, як ще дерева говорили…
  - 2010 р. Передчуття осені
  - 2009 р. In Brevi
  - 2004 р. Примітивні форми власності
  - 2002 р. Сто одне щось

- Fest-проза
  - 2007 р. Мальва Ланда
  - 2005 р. Голос
  - 2004 р. Антологія сербської постмодерної фантастики
  - 2003 р. Рекреації
  - 2003 р. Писар східних воріт притулку

- Історія, культурологія, есеїстка
  - 2011 р. Історичні причини наших поразок і перемог
  - 2008 р. Ієремія Вишневецький: спроба реабілітації

- Вибрана українська есеїстика
  - 2003 р. Введення у Бу-Ба-Бу: (Хронопис кінця тисячоліття)

- Готика
  - 2007 р. Нічний привид: Українська готична проза XIX ст.
  - 2006 р. Огняний змій. Українська ґотична проза ХІХ ст.
  - 2005 р. Потойбічне. Українська ґотична проза ХХ ст.

- Жмуток казусів
  - 2005 р. Кораловий жмуток казусів від вельми цікавих людей
  - 2004 р. Смарагдовий жмуток казусів від вельми цікавих людей

- Коронація слова
  - 2005 р. Жінка з мечем
  - 2004 р. Останній герой
  - 2004 р. Синдром набутого імунітету
  - 2004 р. Павук
  - 2003 р. Глибинка
  - 2003 р. Обличчя янгола
  - 2003 р. Я не вмію писати правду…
  - 2003 р. Суто літературне вбивство
  - 2003 р. Провина
  - 2003 р. Містичний вальс
  - 2003 р. Мама, донька, бандюган

- Майстри українського перекладу
  - 2011 р. Ґолем
  - 2011 р. Місто Страшної Ночі
  - 2009 р. Історія Фінляндії. Лінії, структури, переломні моменти.
  - 2008 р. Венера в хутрі

- Піраміда пригод
  - 2009 р. Казка про Сонце та його сина
  - 2008 р. Око пророка
  - 2006 р. Невидимець
  - 2006 р. Викрадений
  - 2006 р. Загублений світ

- Проект "Приватна колекція"
  - 2012 р. Синє яблуко для Ілонки
  - 2012 р. У горах всі рівні
  - 2012 р. Вікна застиглого часу
  - 2011 р. У них щось негаразд з головою, в тих росіян
  - 2011 р. Ґолем
  - 2011 р. Великі королівські лови
  - 2011 р. Пацики
  - 2011 р. Відчинення вертепу
  - 2011 р. Писар Західних Воріт Притулку
  - 2011 р. Кохання в стилі бароко та інші любовні історії
  - 2011 р. Дерево бодхі
  - 2011 р. Щоденний жезл
  - 2011 р. Розанна з Нивок
  - 2011 р. Мої феміністки
  - 2011 р. Дух старовини
  - 2010 р. Львівська сага
  - 2010 р. Мазепа
  - 2010 р. Від Джойса до Чубая
  - 2010 р. Сльози речей
  - 2010 р. Потонулі в снігах
  - 2010 р. Друже Лі Бо, брате Ду Фу
  - 2010 р. Дрозофіла над томом Канта
  - 2010 р. Перевтілення
  - 2009 р. Досвід коронації. Вибрані твори: Роман, повість, оповідання, есеї
  - 2009 р. Книга екзотичних снів та реальних подій: Новели. 3-тє вид.
  - 2009 р. Мій Близький і Далекий Схід
  - 2009 р. Люлька з червоного дерева
  - 2009 р. Моя остання територія. Вибрані твори: Поезія, проза, есеїстика
  - 2008 р. Щасливий принц
  - 2008 р. Anno Domini = Року Божого: Латинські написи Львова
  - 2008 р. Усмішка богів
  - 2008 р. Душа ріки
  - 2007 р. Захід сонця в Урожі
  - 2007 р. Сплячі Красуні
  - 2007 р. Бу-Ба-Бу
  - 2006 р. Павутинка
  - 2006 р. Три світи
  - 2006 р. Джалапіта
  - 2006 р. Богемна рапсодія
  - 2006 р. Помри зі мною
  - 2005 р. Лови
  - 2004 р. Кінь Перуна
  - 2003 р. Книга екзотичних снів та реальних подій
  - 2003 р. Землі роменські
  - 2003 р. Введення у Бу-Ба-Бу: (Хронопис кінця тисячоліття)

- Сучасна українська проза
  - 2011 р. Мобілка
  - 2011 р. Хресна проща
  - 2011 р. Veritas
  - 2011 р. Армагедон уже відбувся
  - 2011 р. Вілла «Райські пташки»
  - 2010 р. Капелюх Сікорського
  - 2010 р. Вирвані сторінки з автобіографії
  - 2009 р. Кохання в стилі бароко
  - 2008 р. Її тіло пахло зимовими яблуками

- Українська модерна проза
  - 2003 р. Книга екзотичних снів та реальних подій
  - 2003 р. Землі роменські

- Юрій Винничук презентує
  - 2010 р. Легенди Львова. Книга перша
  - 2009 р. Легенди Львова. Книга друга
  - 2008 р. Гопля і Піпля
  - 2003 р. Смерть виповзає з підвалів